# São José (São Tomé i Príncipe)
São José és una localitat de São Tomé i Príncipe. Es troba al districte de Lembá, al sud-oest de l'illa de São Tomé. La seva població és de 82 (2008 est.). El poblament és situat aigües amunt en un rierol que flueix des de la zona de Pico de São Tomé i desguassa a prop de Lembá. Els llocs propers són São Miguel al sud-oest, Binda, l'assentament més occidental de la nació, i Lembá al nord-oest. Al voltant d'un quilòmetre a l'est i al sud del poblat es troba el Parc Natural d'Ôbo.
La zona circumdant i el paisatge són totalment boscoses. L'agricultura és la principal indústria del poble, amb diverses plantacions dominant l'àrea.

## Evolució de la població
| 2001 | 2008 |
| 72   | 82   |